# Aconitum biflorum
Aconitum biflorum Fisch. ex DC. (укр. тоя двоквіткова) — квіткова рослина з роду тоя (Aconitum) родини жовтцевих (Ranunculaceae).

## Ботанічна характеристика
Бульби округлі, 0,5 см в діаметрі. Стебло пряме, кругле, 15–40 см заввишки, разом з листям і черешками голе, тільки в суцвітті вкрите густим коротким пушком з прямих волосків. Листів — 2–3, нижні на довгих черешках, удвічі-втроє перевищують розміри листкової пластинки, верхній лист сидячий або на короткому черешку. Пластинка листка округла, 3–5 см в діаметрі, до основи пальчасто-розділена на 5 частин, які, в свою чергу, розсічені на вузькі лінійні цілокраї часточки 2–3 мм завширшки. Суцвіття — малоквіткова стисла китиця з 2 (4) квіток. Квітки блакитні, бічні і нижні частки оцвітини по краях жовтуваті. Шолом човноподібний, низький, 10–15 мм завдовжки, 5–7 мм заввишки і 10–15 мм завширшки, на рівні носика. Нектарники маленькі, блідо-блакитні, без шпорця, платівка 1,5 мм завширшки, ланцетна, з дугоподібно загнутою догори губою. Зав'язей — 3, опушені.

## Поширення
- Російська Федерація
  - Сибір: Кемеровська область, Алтайський край, Красноярський край, Хакасія, Тива.
- Монголія

Зустрічається на заході Тиви, в прилеглих районах Алтайського і Красноярського країв і в Кемеровській області. Приурочений переважно до Західного Саяну — хребти Голий, Сабінський, Саянський, Куртушибінський (гора Ашпан), Шаман. Поза межами Західного Саяна знайдений тільки на хребті Чихачева (Південно-Східний Алтай) і в Кузнецькому Алатау (біля Білого Каменя на річці Кондомі).

## Екологія
Росте в мохових і чагарникових тундрах, на луках в субальпійському поясі і нижній частині альпійського на висоті 1 530-2 650 м над рівнем моря. Рідко зустрічається серед кам'яних розсипів. Розмноження насінневе і вегетативне.

## Охоронний статус і охоронні заходи
Aconitum biflorum занесений до Червоної книги Росії. Також включений до низки регіональних книг Російської Федерації:
- Красноярського краю;
- Республіки Алтай;
- Республіки Тива;
- Республіки Хакасія.

Раніше входив до Червоної книги Кемеровської області (2000).
Популяції страждають переважно через інтенсивний випас худоби.
Охороняється в Хакаському і в Саяно-Шушенському державних природних заповідниках Росії.